# Verb amb partícules

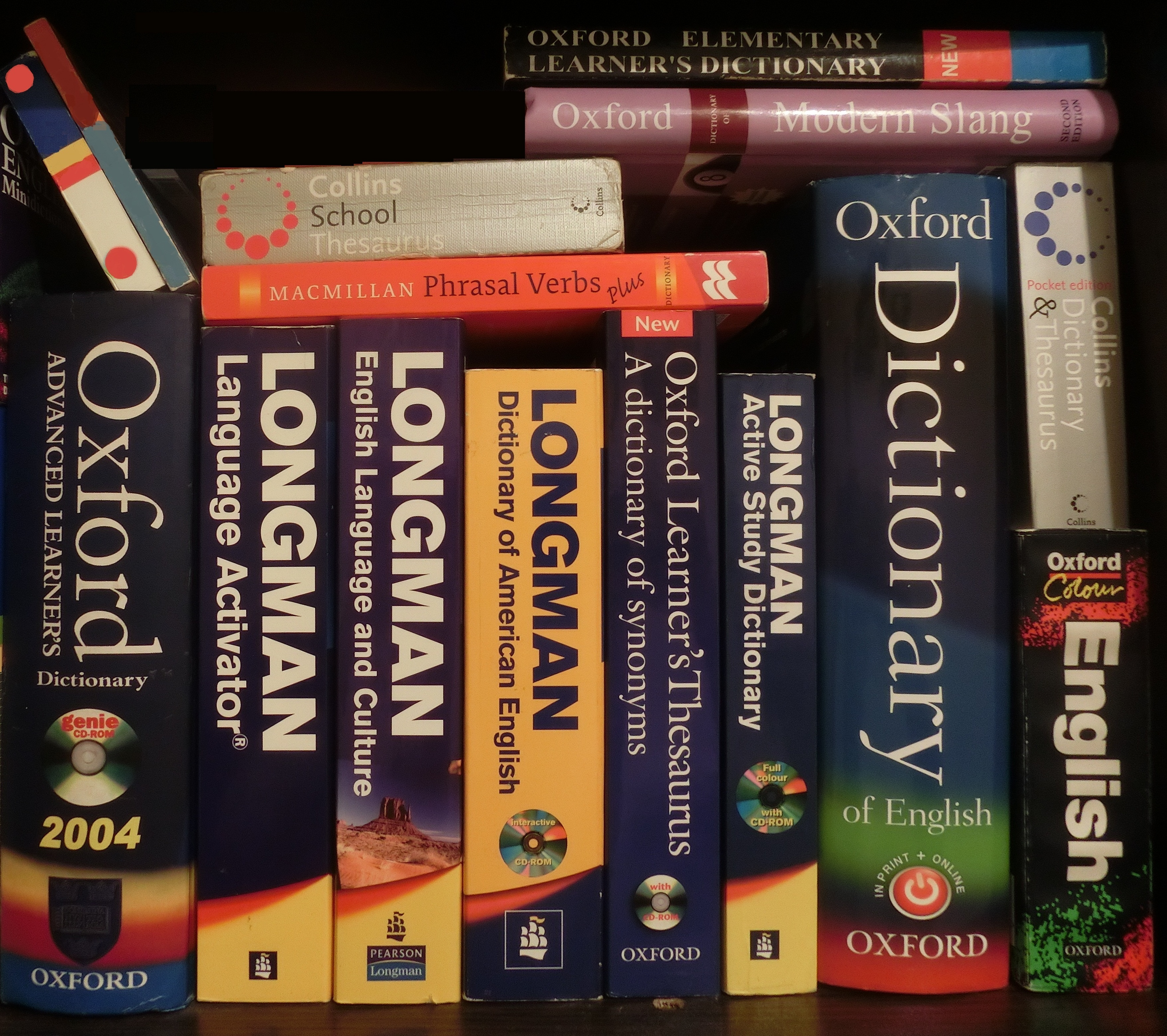
Col·lecció de diccionaris d'anglès.

El verb amb partícules (en anglès phrasal verb) és un verb combinat amb preposicions o adverbis. Aquest tipus de verbs és molt comú en la llengua anglesa i s'empra sobretot en la llengua oral o col·loquial (per als verbs populars go in/come in, go out/come out, go up/come up, go down/come down... l'anglès té els verbs d'arrel llatina teòricament sinònims enter, exit, ascend, descend… però són propis de registres formals, amb de vegades matisos d'ús).
La característica més significativa d'aquest tipus de verbs és el canvi de significat que produeix cadascuna de les partícules que s'afegeix al verb.
La unitat semàntica és formada pel verb, la partícula i una preposició o totes dues coses alhora.
La dificultat en anglès és que la seua composició no és compositiva, és a dir que no se’n pot pas sempre deduir el significat a partir de les seues parts individuals, i per tant, és tot sovint impredictible. Aquesta característica els fa tan interessants i també una dificultat per a qui aprèn l'anglès. Per exemple, el verb to ask permet:
- ask for — prep. demanar (sol·licitar)
- ask in — adv. tr. convidar (algú) a entrar a casa, sobretot espontàniament
- ask out — adv. tr. convidar (algú) a sortir
- ask over — adv. tr. convidar (algú) a casa

O el verb to bang : 
- bang about — adv. intr. fer soroll movent-se per casa
- bang on about — adv./prep. parlar sense parar sobre
- bang out — adv. tr. fer ràpidament (alguna cosa), sense gaires esforços
- bang up — adv. tr. 1 (am.) danyar, espatllar 2 (br.) empresonar (algú)

Hi ha almenys tres tipus principals de construccions segons que el verb es combini amb una preposició (Prepositional Phrasal Verb), una partícula (Particle Phrasal verb) o totes dues coses.
- Who is looking after the kids?
- You should not give in so quickly.
- She is looking forward to the new season of Californication.

Quan un Particle PV és transitiu pot semblar un Prepositional PV, cosa que contribueix a la confusió. Hi ha una manera de diferenciar-los, però: quan l'objecte d'un Particle Verb és un pronom definit, pot precedir (ho sol fer) l'article. En canvi, l'objecte d'una preposició mai no la precedeix.
- a. He is getting over (Superant) the situation – over és una preposició.
- b. *He is getting it over. – L'objecte (The situation/it) d'una preposició no la pot precedir.
- a. He is thinking over (rumiant) the situation – over és una partícula.
- b. He is thinking it over – L'objecte (The situation/it) del Particle verb pot precedir la partícula.

Els Particle PV transitius permeten variacions en l'ordre de les paraules segons el pes relatiu dels seus components. És a dir, que a vegades en canvia l'ordre. Normalment es canvia l'ordre dels components de menys pes.
- a. Mary made up a really entertaining story – Ordre normal.
- b. Mary made it up – L'ordre varia perquè el pronom definit “it” té poc pes i es pot anguilar entremig.
- c. Mary made a really entertaining story up – Massa forçat, el complement té massa pes per ficar-se entre el verb i la partícula.

## Verbs amb partícules en català
Comparar els phrasal verbs amb construccions catalanes és força complicat, atès que són construccions pròpies de les llengües germàniques. En qualsevol cas, sols podem parlar de phrasal verbs quan porten darrere una preposició, un adverbi preposicional o una preposició adverbial (tots els adverbis de lloc: dins, fora, darrere, davant...) o un nom transformat en preposició (fins, cap, vora, via i barata, però també alguns antics com riba) i quan darrere de la preposició hi pugui haver un sintagma nominal o no res (és a dir, que siguen intransitius o transitius, com un verb normal).
En català n'hi ha alguns: anar dins (entrar), anar fora (sortir, eixir), anar en(d)avant/en(dar)rere (recular), anar amunt (pujar, muntar), anar avall (baixar, davallar), baixar avall (baixar cap a baix), entrar dins (entrar), fer fora (expulsar, foragitar, despatxar, acomiadar), fer cap (dirigir-se), fer de (imitar, interpretar), fer via (avançar, progressar; anar rabent; cuitar-se), fer-se ençà (acostar-se), fer-se enllà (allunyar-se), sortir fora (anar a fora), tirar avall (llençar/llançar cap a baix; anar cap a baix), tirar amunt (llençar/llançar cap amunt; anar cap a baix), tirar endavant (continuar; anar endavant), tirar fora (expulsar, foragitar, despatxar, acomiadar), tornar en(da)rere (recular, retrocedir), ...
fer camí (caminar; avançar en una certa direcció), i tirar camí (dirigir-se cap a un cert lloc) no pareixen poder-se classificar com a verbs amb partícula, atès que 'camí' no sembla pas haver totalment estat mai una preposició (hom diu "de camí a" i no "*camí" o "*camí a").

## Verbs amb partícules en altres llengües
Es tracta d'un fenomen comú a les llengües germàniques. L'alemany hi excel·leix: té partícules separables i inseparables, i les separables van de llevant a ponent d'acord amb l'estructura de la frase.
En italià és prou productiu amb el mot via (cf. anglès away): buttare via/fuori (llençar), cercare di (mirar de)...
En castellà darse cuenta (adonar-se)...
Les llengües del nord d'Itàlia (llombard, emilià, genovès etc) fan servir molt els phrasal verbs, per influència germànica: no tenen gerundi i fan servir construccions preposicionals (son appreuvo a fâ estic fent: lit. 'estic darrere a fer').

## Exemples en anglès
- BLACK OUT (‘perdre el coneixement’). When Sandra fell off her bike, she hit her head and blacked out for a few seconds.
- BREAK UP WITH (‘trencar, rompre amb algú, separar-se’) He broke up with his girlfriend last week.
- BRING BACK (‘fer tornar records, fer recordar’). This old film brings back memories. I saw it when I was a child.
- COME TO (‘recobrar el coneixement’). Emily has come to after the accident, but she doesn't remember what happened.
- CHEER UP (‘animar-se, engrescar-se’). Cheer up! The exams are over now and we can enjoy the summer holidays.
- COME ACROSS (‘topar amb, trobar per casualitat’). Where did you find the video? I came across it in a second-hand book shop. (‘agradar, ser simpàtic, o no, als altres'). He comes across as a bit of a bore in interview.
- COME UP WITH (‘tenir una idea’, 'aportar, venir amb quelcom??'). Dan's very creative. He always comes up with great ideas for our advertising campaigns.
- DEAL WITH (‘tractar o (con)viure amb alguna cosa o algú’). The best thing about my job is dealing with the customers. I enjoy helping them choose the right product. (‘ocupar-se d'alguna cosa’, ‘resoldre-la’). We have to deal with problems as they arise.
- END UP (‘acabar fent una cosa o en una situació que no hom no s'esperava’). I had always wanted to live in France, but I ended up living in New Zealand.
- GET IN (entrar (quan l'accés és difícil); pujar (a l'autobús); encomanar (menjar)
- GO ON (continuar; parlar massa; eixir (en un espectacle)
- KEEP UP WITH (‘estar al dia d'alguna cosa’). Rachel works in a clothes shop, so she has no problem keeping up with the latest fashions. (‘anar tan ràpidament com algú’). I went jogging with my friends, but I couldn't keep up with them
- LOOK BACK ON (‘recordar una cosa del passat’). It wasn't such a bad experience when I look back on it.
- LOOK ALTER (tenir cura, fer-se càrrec de quelcom o qualcú)
- MAKE UP (maquillar-se, pintar-se; inventar; improvisar; constar de; crear; reconciliar-se amb algú)
- SETTLE FOR (‘conformar-se amb menys que hom no voldria’). They were hoping to sell their car for £2,000, but settled for £1,500.
- SPLIT UP WITH (‘trencar, rompre amb algú, separar-se’). He split up with his girlfriend last week.
- TURN DOWN (‘rebutjar, destornar’). She was offered the chance to go to Hollywood, but she turned it down. ('abaixar ; apagar'). Please turn down the radio volume.
- TURN UP (‘acceptar, destornar’). ('apujar'). Please turn up the radio volume.
- TAKE ON (‘contractar algú’). I’m going for an interview at The Bay Café. They are taking on new staff for the summer.
- TAKE OVER (‘Get control of a business or job’). The firm was badly in need of restructuring when she took over.